# Fredrik Granberg (musiker)
Thomas Fredrik Granberg, född 17 juni 1975 i Hortlax, Norrbotten, är en svensk musiker (trummis).
Han är en av originalmedlemmarna i punkrockbandet Randy. Utöver detta spelade han på Firesides debut-EP Softboy (1993) samt på skivorna Fantastic Four (1994) och Bin Juice (2022). Åren 1994-1995 spelade han trummor i Starmarket. 2007 spelade han trummor på Last Days of Aprils studioalbum Might As Well Live. Han spelade tidigare i bandet Franky Lee, med vilka han gav ut skivan Cutting Edge (2007).
Granberg har en Fransk Bulldog som skapade viral succé på Instagram under hashtagen #dagensåke.
Åke avled dock efter en tids sjukdom 4 april 2017.
Fredrik Granberg är programchef och konstnärlig ledare på Södra Teatern i Stockholm.

### Fotnoter
1. ↑  ”Fredrik Granberg”. Svensk Filmdatabas. http://www.sfi.se/sv/svensk-filmdatabas/Item/?type=PERSON&itemid=328239&ref=%2ftemplates%2fSwedishFilmSearchResult.aspx%3fid%3d1225%26epslanguage%3dsv%26searchword%3dfredrik+granberg%26type%3dPerson%26match%3dBegin%26page%3d1%26prom%3dFalse. Läst 16 januari 2012.
2. 1 2  ”Fredrik Granberg”. Discogs.com. http://www.discogs.com/artist/Fredrik+Granberg#t=Credits_Instruments-Performance&q=&p=1. Läst 16 januari 2012.
3. ↑  ”Starmarket”. Myspace.com. http://www.myspace.com/starmarketmusic. Läst 16 januari 2012.